# BOTAŞ
BOTAŞ Petroleum Pipeline Corporation (BOTAŞ) este o companie de petrol și gaz natural din Turcia.

Sigla

A fost înființată în 1974, cu scopul de a transporta petrol din Irak.
Din 1987, compania și-a diversificat domeniul de activitate, și s-a extins și în domeniul gazelor naturale.
În anul 1990, BOTAŞ a obținut dreptul de monopol pentru importul, distribuția, vânzarea și stabilirea prețurilor gazelor naturale.
Deține un procent de 16,67% din consorțiul Nabucco, alături de  OMV (Austria), MOL (Ungaria), Bulgargaz (Bulgaria), Transgaz (România) și RWE (Germania).